# Winnipeg-Nord
Circonscription électorale fédérale du Canada
Winnipeg-Nord ((en) Winnipeg North) est une circonscription électorale fédérale au Manitoba (Canada).
La circonscription comprend le North End de la ville de Winnipeg entre la rivière Rouge et l'angle nord-ouest des limites municipales.
Les circonscriptions limitrophes sont Selkirk—Interlake, Kildonan—St. Paul, Elmwood—Transcona et Winnipeg-Centre.

## Historique
La circonscription de Winnipeg-Nord a été créée en 1914 avec des parties de Winnipeg et de Selkirk. Renommée Winnipeg-Nord-Centre en 1997, elle fut abolie en 2003 et redistribuée parmi Winnipeg-Nord, Winnipeg-Centre et Kildonan—St. Paul. 
La nouvelle circonscription de Winnipeg-Nord fut créée avec des parties de Winnipeg-Centre-Nord et de Winnipeg-Nord—St. Paul.
1917 - 1997
| Législature                                | Années    | Député | Député                | Parti                     |
| ------------------------------------------ | --------- | ------ | --------------------- | ------------------------- |
| Winnipeg-Nord issue de Winnipeg et Selkirk |           |        |                       |                           |
| 13e                                        | 1917–1921 |        | Matthew Robert Blake  | Unioniste                 |
| 14e                                        | 1921–1925 |        | Edward James McMurray | Libéral                   |
| 15e                                        | 1925–1926 |        | Walter Dinsdale       | Travailliste              |
| 16e                                        | 1926–1930 |        | Walter Dinsdale       | Travailliste              |
| 17e                                        | 1930–1935 |        | Walter Dinsdale       | Travailliste              |
| 18e                                        | 1935–1940 |        | Walter Dinsdale       | Social-démocrate          |
| 19e                                        | 1940–1945 |        | Charles Stephen Booth | Libéral                   |
| 20e                                        | 1945–1949 |        | Alistair Stewart      | Social-démocrate          |
| 21e                                        | 1949–1953 |        | Alistair Stewart      | Social-démocrate          |
| 22e                                        | 1953–1957 |        | Alistair Stewart      | Social-démocrate          |
| 23e                                        | 1957–1958 |        | Alistair Stewart      | Social-démocrate          |
| 24e                                        | 1958–1962 |        | Murray Smith          | Progressiste-conservateur |
| 25e                                        | 1962–1963 |        | David Orlikow         | NPD                       |
| 26e                                        | 1963–1965 |        | David Orlikow         | NPD                       |
| 27e                                        | 1965–1967 |        | David Orlikow         | NPD                       |
| 28e                                        | 1968–1972 |        | David Orlikow         | NPD                       |
| 29e                                        | 1972–1974 |        | David Orlikow         | NPD                       |
| 30e                                        | 1974–1979 |        | David Orlikow         | NPD                       |
| 31e                                        | 1979–1980 |        | David Orlikow         | NPD                       |
| 32e                                        | 1980–1984 |        | David Orlikow         | NPD                       |
| 33e                                        | 1984–1988 |        | David Orlikow         | NPD                       |
| 34e                                        | 1988–1993 |        | Rey Pagtakhan         | Libéral                   |
| 35e                                        | 1993–1997 |        | Rey Pagtakhan         | Libéral                   |
| Redistribuée parmi Winnipeg-Nord—St. Paul  |           |        |                       |                           |

2004 - .......
| Législature                                             | Années        | Député | Député              | Parti   |
| ------------------------------------------------------- | ------------- | ------ | ------------------- | ------- |
| Issue de Winnipeg-Nord—St. Paul et Winnipeg-Nord-Centre |               |        |                     |         |
| 38e                                                     | 2004–2006     |        | Judy Wasylycia-Leis | NPD     |
| 39e                                                     | 1993–1997     |        | Judy Wasylycia-Leis | NPD     |
| 40e                                                     | 2008–2010     |        | Judy Wasylycia-Leis | NPD     |
| 40e                                                     | 2010-2011     |        | Kevin Lamoureux     | Libéral |
| 41e                                                     | 2011–2015     |        | Kevin Lamoureux     | Libéral |
| 42e                                                     | 2015–2019     |        | Kevin Lamoureux     | Libéral |
| 43e                                                     | 2019–2021     |        | Kevin Lamoureux     | Libéral |
| 44e                                                     | 2021–2025     |        | Kevin Lamoureux     | Libéral |
| 45e                                                     | 2025–en cours |        | Kevin Lamoureux     | Libéral |

## Résultats électoraux
Modèle:Élection générale canadienne de 2025 — Winnipeg-Nord
|       | Candidat            | Parti        | # de voix | % des voix |
|       | Harpeet Turka       | Conservateur | +05 193,  | 15,29 %    |
|       | (X) Kevin Lamoureux | Libéral      | +23 402,  | 68,9 %     |
|       | Levy Abad           | NPD          | +04 543,  | 13,38 %    |
|       | John Redekopp       | Vert         | +00826,   | 2,43 %     |
| Total | Total               | Total        | 33 964    | 100 %      |

|       | Candidat            | Parti        | # de voix | % des voix |
|       | Ann Matejicka       | Conservateur | +06 709,  | 26,38 %    |
|       | (x) Kevin Lamoureux | Libéral      | +09 097,  | 35,77 %    |
|       | Rebecca Blaikie     | NPD          | +09 052,  | 35,59 %    |
|       | John Harvie         | Vert         | +00458,   | 1,8 %      |
|       | Frank Komarniski    | Communiste   | +00118,   | 0,46 %     |
| Total | Total               | Total        | 25 434    | 100 %      |

| Élection partielle du 29 novembre 2010 à la suite de la démission de Judy Wasylycia-Leis le 30 avril 2010 |                   |                   |       |         |    |
| | Parti             | Candidat          | Votes | %       | ±% |
| | Libéraux          | Kevin Lamoureux   | 7,303 | 41,17 % |    |
| | Néo-Démocrate     | Kevin Chief       | 6,490 | 41,17 % |    |
| | Conservateur      | Julie Javier      | 1,647 | 10,45 % |    |
| | Vert              | John Harvie       | 114   | 0,72 %  |    |
| | Pirate            | Jeff Coleman      | 94    | 0,60 %  |    |
| | Communiste        | Frank Komarniski  | 71    | 0,45 %  |    |
| | Héritage chrétien | Eric Truijen (en) | 46    | 0,29 %  |    |

|       | Candidat                | Parti                       | # de voix | % des voix |
|       | Ray Larkin              | Conservateur                | +05 033,  | 22,35 %    |
|       | Marcelle Marion         | Libéral                     | +02 075,  | 9,21 %     |
|       | (x) Judy Wasylycia-Leis | NPD                         | +14 097,  | 62,59 %    |
|       | Catharine Johannson     | Vert                        | +01 077,  | 4,78 %     |
|       | Frank Komarniski        | Communiste                  | +00151,   | 0,67 %     |
|       | Roger Poisson           | Pouvoir politique du peuple | +00090,   | 0,4 %      |
| Total | Total                   | Total                       | 22 523    | 100 %      |